# Roberto Musso
Roberto Musso (Napoli, 17 giugno 1980) è un allenatore di calcio ed ex calciatore italiano di ruolo centrocampista, vice allenatore del Cittadella.

## Carriera

### Giocatore
Cresciuto nella Fiorentina, nel 2000 viene ceduto al Cittadella appena promosso per la prima volta in Serie B.
Al termine della stagione 2000-2001 dopo il fallimento della società viola decide di rimanere al Cittadella squadra con la quale nella stagione 2007-2008 ottiene la promozione in Serie B.
Dopo undici anni di militanza nel Cittadella, scaduto il contratto, firma, il 14 luglio 2011 con la Virtus Entella società di Seconda Divisione. Fa il suo esordio in campionato l'11 settembre in Entella-Lecco 2-1 subentrando al minuto 70 a Gennaro Volpe, suo compagno di squadra anche al Cittadella. Termina la stagione con 26 partite giocate in campionato con la fascia da capitano. Per la nuova stagione viene messo da parte dall'allenatore Prina perché non rientra più nei suoi piani.
Il 31 gennaio 2013, dopo aver rescisso il contratto con il club ligure, firma con il Treviso.
Debutta da titolare con la nuova maglia il 7 aprile nella sconfitta esterna per 4-3 contro il Como segnando il secondo gol al 67'. Dopo 3 presenze e un gol in campionato rimane svincolato in seguito alla retrocessione del club in Seconda Divisione.
Dopo una stagione con la formazione dilettantistica trevigiana dell'Union Quinto, nel 2014 decide di ritirarsi dal calcio giocato.

### Allenatore
Successivamente al ritiro, rientra al Cittadella con le mansioni di allenatore delle giovanili e osservatore. La stagione successiva entra nello staff tecnico della prima squadra con il ruolo di collaboratore tecnico. Nel mese di giugno del 2021 diventa vice allenatore di Edoardo Gorini.  Nel gennaio del 2023 consegue la qualifica da allenatore UEFA A a Coverciano che consente di allenare tutte le selezioni giovanili e le squadre femminili, le prime squadre fino alla Serie C oltre a poter essere tesserato come allenatore in seconda sia in Serie B che in Serie A. L'11 ottobre 2024 sostituisce Gorini come allenatore ad interim fino al 14 ottobre seguente quando viene nominato Alessandro Dal Canto nuovo tecnico e lui riassume il ruolo di vice.